# Acartauchenius sardiniensis
Acartauchenius sardiniensis là một loài nhện trong họ Linyphiidae.
Loài này thuộc chi Acartauchenius. Acartauchenius sardiniensis được Jörg Wunderlich miêu tả năm 1995.